# Franco Bitossi
Franco Bitossi, nascido a 1 de setembro de 1940 em Camaioni di Carmignano é um ciclista italiano já retirado, que foi profissional entre 1961 e 1978.

## Biografia
Franco Bitossi começou no ciclismo muito jovem, aos 17 anos, ganhando 10 vitórias, em 1957, em categoria estreia. De 1959 a 1961, correu em categoria amador conseguindo 21 vitórias.
Sua primeira vitória como profissional foi uma etapa dos Três Dias do Sul sob as cores da equipa Philco. Em 1964 correu para o conjunto Springoil-Fuchs e ganhou quatro etapas no Giro d'Italia, entre elas a mítica etapa de Cuneo-Pinerolo. Em 1965 alinhou pela equipa Filotex e ganhou a Volta à Suíça  (levantou os braços em duas etapas) e o Campeonato de Zurique. Em 1966 ganhou duas etapas do Giro d'Italia e outras duas do Tour de France bem como a Coppa Sabatini. Em 1967 conseguiu a vitória da Tirreno-Adriático, o Giro de Lombardia e a Coppa Agostoni. Em 1968 ganhou de novo duas etapas do Giro d'Italia e outras duas do Tour de France onde ganhou também a classificação da regularidade (único italiano junto com Alessandro Petacchi em conseguir este camisola), se impôs de novo no Campeonato de Zurique e na Coppa Sabatini, ganhando também a Coppa Bernocchi. Em 1969 conseguiu a classificação por pontos do Giro d'Italia sendo líder desta classificação de princípio a fim do Giro.
Em 1970, converteu-se em Campeão de Itália em Estrada e ganhou, entre outras, 4 etapas do Giro (bem como a classificação da regularidade por segundo ano consecutivo) e a Volta à Catalunha. Conservou seu título de campeão de Itália em 1971 ao ganhar a prova do G. P. Indústria e Comércio de Prato.
Em 1972, foi portada de todos os jornais do mundo após os  Campeonatos do Mundo celebrados em Gap na França. Bitossi ia em cabeça e na mesma linha de meta foi apanhado pelo grupo do italiano Marino Basso e teve que conformar com a medalha de prata. Esta desafortunada chegada lhe fez ainda mais famoso que se tivesse ganhado.
Em 1973, uniu-se à formação Sammontana com a qual ganhou o Giro do Veneto e o Giro de Emília. Ao ano seguinte, com o conjunto Scic, conseguiu quatro etapas da Volta à Suíça e três no Giro d'Italia.
Em 1976 voltou a converter-se em Campeão de Itália em Estrada militando nas fileiras do conjunto Zonca Santini. Ao ano seguinte mudou outra vez de equipa fichando pelo Vibor com o que ganhou o Grande Prêmio Cidade de Camaiore. Nesse mesmo ano foi selecionado para competir nos Campeonatos do Mundo onde conseguiu uma esplêndida medalha de bronze em San Cristóbal (Venezuela).
Terminou sua carreira em 1978 baixo as cores da equipa Gis Gelati. Muito regular, Franco Bitossi também era conhecido como cœur fou  (Coração louco), devido a uma arritmia cardíaca que o obrigou a deixar de correr.
Sua combatividade foi muito popular e converteu-se num dos campeões que fizeram tão popular o ciclismo em Itália.

## Palmarés
| - 1964 - 4 etapas do Giro d'Italia, mais classificação da montanha - 1965 - Campeonato de Zurique - Giro de Lazio - Volta à Suíça, mais 2 etapas - 1 etapa do Giro d'Italia, mais classificação da montanha - 1966 - Coppa Sabatini - 2 etapas do Giro d'Italia, mais classificação da montanha - 2 etapas do Tour de France - 2 etapas do Volta à Romandia - 1967 - Giro de Lombardia - Troféu Laigueglia - Coppa Agostoni - Tirreno-Adriático, mais 1 etapa - 1 etapa do Giro d'Italia - 1968 - Campeonato de Zurique - Milano-Torino - Giro de Toscana - Coppa Bernocchi - Coppa Sabatini - Sassari-Cagliari - 2 etapas do Giro d'Italia - 2 etapas do Tour de France, mais classificação por pontos e a classificação da combinada - 1 etapa do Giro di Sardegna - 1 etapa da Tirreno-Adriático - 1969 - Coppa Agostoni - 2 etapas do Giro d'Italia, mais classificação por pontos - 2 etapas da Tirreno-Adriático - 2 etapas da Volta à Catalunha - GP Montelupo - 1970 - Campeonato da Itália em Estrada - Giro do Veneto - Giro de Lombardia - Tour de Campanie - Giro de Emília - Volta à Catalunha , mais 1 etapa - 4 etapas do Giro d'Italia, mais classificação por pontos - 2 etapas da Volta à Suíça - À travers Lausanne - 1 etapa do Volta à Romandia | - 1971 - Campeonato da Itália em Estrada - G. P. Indústria e Comércio de Prato - Coppa Agostoni - Giro da Romagna - 1 etapa da Paris-Nice - 1 etapa do Giro d'Italia - 1 etapa do Volta à Romandia - 1972 - Giro di Campania - Giro de Reggio Calabria - Giro di Puglia - 2.º no Campeonato da Itália em Estrada - 2.º no Campeonato do Mundo em Estrada - 1973 - Giro do Veneto - Giro de Emília - 1 etapa do Giro di Sardegna - 1974 - Troféu Matteotti - Giro da Romagna - Grande Prêmio de Cannes - 4 etapas da Volta à Suíça - 3 etapas do Giro d'Italia - 1 etapa da Tirreno-Adriático - 1975 - 1 etapa da Paris-Nice - 1 etapa do Giro d'Italia - 2 etapas do Tour do Mediterrâneo - 1 etapa do Giro di Puglia - 1976 - Campeonato da Itália em Estrada - Coppa Bernocchi - Troféu Laigueglia - Giro do Friuli - 1 etapa do Tour do Mediterrâneo - 1977 - Grande Prêmio Cidade de Camaiore - 3.º no Campeonato do Mundo em Estrada - 1978 - 1 etapa da Tirreno-Adriático |

## Resultados nas grandes voltas
| Corrida            | 1961 | 1962 | 1963 | 1964 | 1965 | 1966 | 1967 | 1968 | 1969 | 1970 | 1971 | 1972 | 1973 | 1974 | 1975 | 1976 | 1977 | 1978 |
| ------------------ | ---- | ---- | ---- | ---- | ---- | ---- | ---- | ---- | ---- | ---- | ---- | ---- | ---- | ---- | ---- | ---- | ---- | ---- |
| Giro d'Italia      | -    | -    | 28.º | 10.º | 7.º  | 8.º  | 15.º | 9.º  | 10.º | 7.º  | 23.º | Ab.  | Ab.  | 9.º  | 26.º | Ab.  | 73.º | Ab.  |
| Tour de France     | -    | -    | -    | -    | -    | 17.º | -    | 8.º  | -    | -    | -    | -    | -    | -    | -    | -    | -    | -    |
| Volta a Espanha    | -    | -    | -    | -    | -    | -    | -    | -    | -    | -    | -    | -    | -    | -    | -    | -    | -    | -    |
| Mundial em Estrada | -    | -    | -    | -    | -    | Ab.  | -    | 4.º  | Ab.  | 9.º  | 16.º | 2.º  | 14.º | Ab.  | -    | -    | 3.º  | -    |